# 金原弘光
金原 弘光（かねはら ひろみつ、1970年10月5日 - ）は、日本の元男性プロレスラー、総合格闘家。愛知県尾張旭市出身。U.K.R.金原道場主宰。

## 来歴
UWFインターナショナルの第1回入門テストに合格し、1991年12月22日の前田雅和戦でデビュー。1992年末に開催されたジュニアリーグ戦では、後輩の高山善廣などを破って優勝した。同団体がタイからムエタイのコーチを招聘していたことからムエタイに傾倒。タイで幾度かの試合を経験、1996年3月1日にはUインター興行でチャンプア・ゲッソンリットとK-1ルールで対戦した。頭脳的なファイトスタイルからUWFの智将と呼ばれた。その後キングダムに戦いの場を移し、1998年3月には山本喧一と共にリングスに移籍した。
リングス時代は12連勝という記録を樹立、KOKルールに移行してからダン・ヘンダーソン、ヒカルド・アローナ、ジェレミー・ホーン、マット・ヒューズ、アントニオ・ホドリゴ・ノゲイラらと激闘を展開。第2回KOKトーナメントでは日本人として唯一ベスト4入りを果たすなど活躍しリングス最後のエースと呼ばれた。
2000年3月、アブダビコンバット99kg未満級に出場。1回戦でヒカルド・アローナと対戦し、判定負け。
2002年にリングスが活動停止すると、PRIDEに出場。2002年11月24日、PRIDE.23のミドル級（-93kg）タイトルマッチで王者のヴァンダレイ・シウバに挑戦し、TKO負けを喫し王座獲得に失敗した。その後、ミルコ・クロコップ、アリスター・オーフレイム、マウリシオ・ショーグンと戦うがPRIDEでは4戦全敗となった。
2005年10月2日、初出場となったパンクラスで近藤有己と対戦し、判定負け。
2005年11月5日、HERO'S初出場となったHERO'S 2005 in SEOULでハリッド"ディ・ファウスト"と対戦し、0-2の判定負け。
2006年4月9日、パンクラスのヘビー級王座決定トーナメントの1回戦でアルボーシャス・タイガーに判定負けを喫した。
2006年10月28日、MARS 05でマルセロ・ブリットと対戦し、腕ひしぎ十字固めで見込み一本負け。金原はレフェリー・主催者に対し抗議した。なお、金原の公式サイトでは「協議中」となっている。
2007年3月18日、パンクラスで川村亮と対戦。壮絶な殴り合いの末にKO負けを喫し、リング上で「あと1試合で引退します。パンクラスで引退します」と表明した。その後、12月に引退を撤回した。
2008年3月26日、復帰戦となったパンクラスで竹内出と対戦し、0-3の判定負けを喫した。この試合からライトヘビー級からミドル級に階級を下げた。
2009年4月16日、DEEP初出場となったDEEP 41 IMPACTで長井憲治と対戦し、TKO勝ちを収めた。
2013年3月9日、U-SPIRITSにて近藤有己とUWFルールで引退試合を行う。ロストポイント1-4で敗れるも、試合後に「完全燃焼しました」と語り、更に「毎朝、神棚に手を合わせるんですが、今朝は涙が出ました。それだけ俺は真面目にやってきたんだなって思いました。天才たちがいる中で、才能のない自分がこれだけ出来たのは真面目にやってきたからだし、いろんな人が応援してくれたからです。ありがたかった。本当に皆さん、ありがとうございました」と感謝の気持ちを述べた。
2016年7月、世田谷区用賀に「かねはら整骨院」を開院した。

## 人物
- 独特なルックスを皮肉った「美獣」というニックネームがある。
- 大の車好きで、矢沢永吉のファン。
- UWFインターナショナル入門前に新日本プロレス学校に在籍していた。同期に天山広吉、西村修がいる。
- 2005年に韓国で行われたHERO'Sの大会では、韓国の実況アナウンサーが金原を「キム・フングァン」（金弘光、朝: 김홍광）と紹介した。
- リングに入場した際には、顔の前で合掌をしながら、体をしゃがみこませ、くるりとリング中央で一回転する独特なパフォーマンスを毎回行っていた。
- 2002年から一時期、占いにより、名前を漢字一字のひろみつ(弓へんに火、その下に鬼の脚の部分)という造字を使用。活字媒体は作字しなければいけないため、メディアによってはひらがなで表していた[11]。

## 戦績

### 総合格闘技
| 総合格闘技 戦績 | 総合格闘技 戦績 | 総合格闘技 戦績 | 総合格闘技 戦績 | 総合格闘技 戦績 | 総合格闘技 戦績 | 総合格闘技 戦績 |
| --------------- | --------------- | --------------- | --------------- | --------------- | --------------- | --------------- |
| 51 試合         | (T)KO           | 一本            | 判定            | その他          | 引き分け        | 無効試合        |
| 19 勝           | 7               | 4               | 9               | 0               | 5               | 0               |
| 27 敗           | 6               | 5               | 16              | 0               | 5               | 0               |

| 勝敗 | 対戦相手                       | 試合結果                            | 大会名                                                                                           | 開催年月日     |
| ×    | 近藤有己                       | 20分終了 ロストポイント1-4          | U-SPIRITS again                                                                                  | 2013年3月9日   |
| ×    | 桜井隆多                       | 3R0:46 肩固め                       | DEEP HALEO IMPACT 〜三崎和雄引退セレモニー〜                                                     | 2012年10月27日 |
| △    | 佐々木有生                     | 5分3R終了 判定0-0                   | GRABAKA LIVE! 2                                                                                  | 2012年10月27日 |
| ×    | 坂下裕介                       | 5分2R終了 判定0-3                   | DEEP CAGE IMPACT 2012 in TOKYO 〜OVER AGAIN〜                                                    | 2012年4月7日   |
| △    | 松井大二郎                     | 5分2R終了 判定1-0                   | DEEP 57 IMPACT 〜12年目の現実〜                                                                  | 2012年2月18日  |
| ×    | 辰巳豪人                       | 5分2R終了 判定0-3                   | DEEP 54 IMPACT                                                                                   | 2011年6月24日  |
| ○    | 飛鷺輝                         | 5分2R終了 判定3-0                   | DEEP 51 IMPACT                                                                                   | 2010年12月11日 |
| △    | RYO                            | 5分2R終了 判定0-0                   | DEEP 49 IMPACT                                                                                   | 2010年8月27日  |
| ×    | 福田力                         | 5分3R終了 判定0-3                   | DEEP 46 IMPACT                                                                                   | 2010年2月28日  |
| ○    | MAX宮澤                        | 1R 0:25 KO（パンチ連打）            | DEEP 44 IMPACT                                                                                   | 2009年10月10日 |
| △    | 桜井隆多                       | 5分2R終了 判定1-0                   | DEEP 42 IMPACT                                                                                   | 2009年6月30日  |
| ○    | 長井憲治                       | 2R 3:02 TKO（パウンド）             | DEEP 41 IMPACT                                                                                   | 2009年4月16日  |
| ×    | 金井一朗                       | 5分2R終了 判定0-3                   | PANCRASE 2008 SHINING TOUR                                                                       | 2008年10月1日  |
| ×    | KEI山宮                        | 5分3R終了 判定0-3                   | PANCRASE 2008 SHINING TOUR                                                                       | 2008年6月1日   |
| ×    | 竹内出                         | 5分3R終了 判定0-3                   | PANCRASE 2008 SHINING TOUR                                                                       | 2008年3月26日  |
| ×    | 川村亮                         | 3R 1:36 KO（パンチ）                | PANCRASE 2007 RISING TOUR                                                                        | 2007年3月18日  |
| ×    | マルセロ・ブリット             | 1R 0:49 腕ひしぎ十字固め            | MARS 05 "MARCHING ON"                                                                            | 2006年10月28日 |
| ○    | アブドルザコフ・ルスラン       | 1R 2:02 ヒールホールド              | 『心』 〜Kill or be Killed〜                                                                     | 2006年8月15日  |
| ×    | アルボーシャス・タイガー       | 5分2R終了 判定0-3                   | PANCRASE 2006 BLOW TOUR 【ヘビー級王者決定トーナメント 1回戦】                                   | 2006年4月9日   |
| ×    | ハリッド"ディ・ファウスト"     | 5分2R終了 判定0-2                   | HERO'S 2005 in SEOUL                                                                             | 2005年11月5日  |
| ×    | 近藤有己                       | 5分3R終了 判定0-3                   | PANCRASE 2005 SPIRAL TOUR                                                                        | 2005年10月2日  |
| ×    | ユーリ・ベキシェフ             | 1R TKO（カット）                    | Rings Russia: CIS vs. The World                                                                  | 2005年8月20日  |
| ×    | マウリシオ・ショーグン         | 1R 1:40 TKO（サッカーボールキック） | PRIDE.29 SURVIVAL                                                                                | 2005年2月20日  |
| ×    | アリスター・オーフレイム       | 2R 3:52 TKO（ドクターストップ）     | PRIDE.28                                                                                         | 2004年10月31日 |
| ×    | ミルコ・クロコップ             | 2R（10分/5分）終了 判定0-3          | PRIDE 武士道 -其の参-                                                                            | 2004年5月23日  |
| ×    | ヴァンダレイ・シウバ           | 1R 3:31 TKO（タオル投入）           | PRIDE.23 【PRIDEミドル級タイトルマッチ】                                                         | 2002年11月24日 |
| △    | イリューヒン・ミーシャ         | 5分3R終了 判定0-1                   | リングス WORLD TITLE SERIES GRAND-FINAL                                                          | 2002年2月15日  |
| ○    | ポール・カフーン               | 5分3R終了 判定2-1                   | リングス WORLD TITLE SERIES                                                                      | 2001年12月21日 |
| ○    | ケリー・ジェイコブ             | 2R 2:51 ポイントアウト              | リングス WORLD TITLE SERIES                                                                      | 2001年10月20日 |
| ×    | マット・ヒューズ               | 延長R終了 判定0-3                   | リングス WORLD TITLE SERIES 〜旗揚げ10周年記念特別興行〜                                         | 2001年8月11日  |
| ×    | ヒカルド・アローナ             | 2R 0:53 膝十字固め                  | リングス 10th ANNIVERSARY WORLD TITLE SERIES 【ワールドタイトル決定トーナメント ミドル級 1回戦】 | 2001年6月15日  |
| ×    | アントニオ・ホドリゴ・ノゲイラ | 2R 0:27 チョークスリーパー          | リングス KING of KINGS GRAND-FINAL 【準決勝】                                                    | 2001年2月24日  |
| ○    | デイブ・メネー                 | 延長R 3:24 KO（パンチ）             | リングス KING of KINGS GRAND-FINAL 【準々決勝】                                                  | 2001年2月24日  |
| ○    | トム・サワー                   | 1R 4:14 KO（パンチ）                | リングス KING of KINGS Bブロック 【2回戦】                                                       | 2000年12月22日 |
| ○    | アレッシャンドリ・カカレコ     | 2R 2:45 アームロック                | リングス KING of KINGS Bブロック 【1回戦】                                                       | 2000年12月22日 |
| ○    | ジョシュ・ホール               | 5分2R終了 判定2-1                   | Rings USA: Rising Stars Block B 【RISING STARS ミドル級 2回戦】                                  | 2000年7月22日  |
| ○    | エイドリアン・セラーノ         | 1R 2:07 アームロック                | Rings USA: Rising Stars Block B 【RISING STARS ミドル級 1回戦】                                  | 2000年7月22日  |
| ×    | レナート・ババル               | 2R（10分/5分）終了 判定0-3          | リングス Millennium Combine II                                                                   | 2000年6月15日  |
| ×    | マリオ・スペーヒー             | 5分2R終了 判定0-2                   | コロシアム2000                                                                                   | 2000年5月26日  |
| ○    | ヴァレンタイン・オーフレイム   | 1R 4:32 KO（パンチ）                | Rings Holland: There Can Only Be One Champion                                                    | 2000年2月6日   |
| ×    | ダン・ヘンダーソン             | 5分2R終了 判定0-1                   | リングス RISE 6th KING of KINGS Aブロック 【2回戦】                                              | 1999年10月28日 |
| ○    | ジェレミー・ホーン             | 5分2R終了 判定2-0                   | リングス RISE 6th KING of KINGS Aブロック 【1回戦】                                              | 1999年10月28日 |
| ○    | 坂田亘                         | 20分終了 ロストポイント差           | リングス RISE 5th                                                                                | 1999年8月19日  |
| ○    | 成瀬昌由                       | 30分終了 ロストポイント差           | リングス RISE 4th                                                                                | 1999年6月24日  |
| ×    | ヴァレンタイン・オーフレイム   | 4:35 TKO（タオル投入）              | リングス RISE 3rd                                                                                | 1999年5月22日  |
| ×    | 田村潔司                       | 20:14 腕ひしぎ十字固め              | リングス RISE 1st                                                                                | 1999年3月22日  |
| ×    | ヒカルド・モラエス             | 20分終了 判定                       | リングス 前田日明引退試合 〜THE FINAL〜                                                          | 1999年2月21日  |
| ×    | ヴォルク・ハン                 | 13:22 アキレス腱固め                | リングス WORLD MEGA-BATTLE TOURNAMENT 1998 〜第1回国別対抗戦FNRカップ〜 GRAND-FINAL              | 1999年1月23日  |
| ○    | ハンス・ナイマン               | 9:04 腕ひしぎ十字固め               | リングス WORLD MEGA-BATTLE TOURNAMENT 1998 〜第1回国別対抗戦FNRカップ〜 SEMI-FINAL               | 1998年12月23日 |
| ○    | デイブ・フォン・デ・フェーン   | 7:24 アームロック                   | リングス WORLD MEGA-BATTLE TOURNAMENT 1998 〜第1回国別対抗戦FNRカップ〜 Bブロック 1st.ROUND      | 1998年11月20日 |
| ○    | ディミータ・ペトコフ           | 4:55 腕ひしぎ十字固め               | リングス WORLD MEGA-BATTLE TOURNAMENT 1998 〜第1回国別対抗戦FNRカップ〜 Aブロック 1st.ROUND      | 1998年10月23日 |
| ○    | リー・ハスデル                 | 15分終了 ロストポイント差           | Night of the Samurai 2                                                                           | 1998年10月11日 |
| ○    | ウィリー・ピータース           | 6:57 裸絞め                         | リングス FIGHTING INTEGRATION 6th                                                                | 1998年9月21日  |
| ○    | グロム・ザザ                   | 10:17 裸絞め                        | リングス FIGHTING INTEGRATION 5th                                                                | 1998年8月28日  |
| ○    | ディック・フライ               | 4:22 腕ひしぎ十字固め               | リングス CAPTURED 〜AKIRA MAEDA LAST MATCH〜                                                     | 1998年7月20日  |
| ○    | サンドラ・マック・キリアン     | 1R 3:25 腕ひしぎ十字固め            | リングス FIGHTING INTEGRATION 4th                                                                | 1998年6月27日  |
| ○    | 坂田亘                         | 2R 0:56 腕ひしぎ十字固め            | リングス Battle Genesis Vol.4                                                                    | 1998年6月20日  |
| ○    | リー・ハスデル                 | 30分終了 ロストポイント差           | リングス FIGHTING INTEGRATION 3rd                                                                | 1998年5月29日  |
| ○    | トドール・トドロフ             | 9:17 TKO（レフェリーストップ）      | RINGS RUSSIA 1998                                                                                | 1998年4月25日  |
| ○    | サンドラ・トンハウザー         | 6:26 アキレス腱固め                 | リングス FIGHTING INTEGRATION 2nd                                                                | 1998年4月16日  |
| ×    | イリューヒン・ミーシャ         | 14:03 アキレス腱固め                | リングス FIGHTING INTEGRATION 1st                                                                | 1998年3月28日  |

### グラップリング
| 勝敗 | 対戦相手           | 試合結果     | 大会名                         | 開催年月日 |
| ×    | ヒカルド・アローナ | ポイント0-16 | ADCC 2000 【99kg未満級 1回戦】 | 2000年3月  |

### キングダム
| 勝敗 | 対戦相手                   | 試合結果                 | 大会名                           | 開催年月日     |
| ○    | リック・ルセーロ           | 4:55 ダブルリストロック  | キングダム／後楽園ホール         | 1998年1月28日  |
| ○    | エディ・ルイス             | 3:47 腕ひしぎ十字固め    | キングダム／国立代々木第2体育館  | 1997年12月14日 |
| ○    | 桜庭和志                   | 7:18 KO                  | キングダム／鹿児島アリーナ       | 1997年12月8日  |
| ×    | 桜庭和志                   | 11:41 腕ひしぎ逆十字固め | キングダム／博多スターレーン     | 1997年12月2日  |
| ○    | パトリック・スミス         | 5:18 腕ひしぎ逆十字固め  | キングダム／札幌中島体育センター | 1997年11月19日 |
| ○    | 松井駿介                   | 6:11 腕ひしぎ逆十字固め  | キングダム／函館市民体育館       | 1997年11月15日 |
| ○    | 安生洋二                   | 8:46 腕ひしぎ逆十字固め  | キングダム／後楽園ホール         | 1997年11月3日  |
| ×    | 桜庭和志                   | 4:15 TKO                 | キングダム／別府ビーコンプラザ   | 1997年9月20日  |
| ○    | 日高郁人                   | 1:56 ダブルリストロック  | キングダム／別府ビーコンプラザ   | 1997年9月20日  |
| ○    | 佐野友飛                   | 7:20 腕ひしぎ逆十字固め  | キングダム／後楽園ホール         | 1997年9月3日   |
| ×    | 佐野友飛                   | 6:49 腕ひしぎ逆十字固め  | キングダム／新潟市体育館         | 1997年8月22日  |
| ○    | 高山善廣                   | 7:10 腕ひしぎ逆十字固め  | キングダム／新潟市体育館         | 1997年8月22日  |
| ○    | ビリー・ジャック・スコット | 2:56 足首固め            | キングダム／新潟市体育館         | 1997年8月22日  |
| ○    | ニコラス・スタークス       | 2:33 ダブルリストロック  | キングダム／国立代々木第2体育館  | 1997年7月29日  |
| ○    | 山本健一                   | 7:14 スリーパーホールド  | キングダム／国立代々木体育館     | 1997年5月4日   |

### キックボクシング
| 勝敗 | 対戦相手                   | 試合結果 | 大会名                              | 開催年月日   |
| ×    | チャンプア・ゲッソンリット | 5R 判定  | UWFインター '96挑戦～HIGH TENSION～ | 1996年3月1日 |

## 映画
- 殴者（2005年）